# Gavià de Lichtenstein
El gavià de Lichtenstein (Larus dominicanus) és una espècie d'ocell de la família dels làrids (Laridae). Habita costes, rius i llacs de la zona costanera de sud-americana, des del Perú i sud del Brasil, cap al sud fins Terra del Foc, costa africana des d'Angola i sud de Moçambic cap al sud, i el sud-est d'Austràlia, Tasmània, illes Malvines, Geòrgia del Sud, Sandwich del Sud, Òrcades del Sud i moltes altres illes dels Oceans meridionals, Península antàrtica.
Tot i que aquesta espècie és en gran part sedentària, algunes poblacions del sud migren cap al nord després de l'època de reproducció. Es reprodueix entre setembre i gener generalment en colònies de fins a uns centenars de parelles.
S'alimenta de mol·luscs, equinoderms, esponges, artròpodes, macrozooplàncton, peixos, cucs, rèptils, granotes, petits mamífers, ocells i baies.
Té una àmplia distribució. L'espècie està potencialment amenaçada per vessaments de petroli al mar i és sensible a les infeccions de còlera aviari. Es classifica com a risc mínim a la Llista Vermella de la UICN.